# ダラズィー
ダラズィーあるいはナシュタキーンと呼ばれた:44ムハンマド・イブン・イスマーイールは、11世紀イスラーム・シーア派のイスマーイール派のダーイー（布教師）である。ファーティマ朝の第6代カリフ、ハーキム・ビアムルッラーフを神格化する新しい宗派の布教師としてカイロからシャーム地方へ送り出され、多くの信者を獲得した:44-45。ハーキムを神格化する一派のうち、カイロのコミュニティは、ハーキムの息子、ザーヒルにより弾圧され歴史から姿を消したが、ダラズィーが布教に成功したシャーム地方のコミュニティは残り、ドゥルーズ派として現代に至っている:44-45。ダラズィーは1018年又は1019年に何者かによって暗殺された:44-45。一説によるとハーキム自身の差し金により殺されたという:44-45。ダラズィーは飲酒を認め、婚姻を禁じ、輪廻転生を教えたとされる。ただしこれは、同時代人により大げさに伝えられたものであり、後代の歴史家やドゥルーズ派への敵対者による誇張がなされているという反論も存在する。

## 生涯
前半生に関して知られていることはほとんどない。ほとんどの史料がダラズィーをブハラの生まれであるとしているため、ペルシア系の出自であると考えられている。通称のダラズィーはペルシア語で「仕立て屋」を意味する言葉に由来する。ところが、同じく通称のナシュタキーンは、父親がトルコ人、母親が非トルコ人のあいだに生まれた子どもを意味する:44。ダラズィーがカイロにやってきたのは西暦1015年か1017年、当時勃興しつつあったドゥルーズ派の宗教運動に彼が身を投じたのは、その年より後のことである。
当時、歴史的シリアのレバノンあたりの山間部で始まった反乱を抑えるため、カイロからファーティマ朝軍が発せられた。軍のアミールがダラズィーであった。シューフ山地やハウラーン山地から始まったその反乱は、キリスト教とイスラーム・スンナ派とシーア派の教義を一柱の神の下に統合しようとする宗教運動であり、ムワッヒドゥーン（唯一神教徒）を自称していた。彼らの軍勢は1万人足らず、対するファーティマ朝軍は約20万、両軍はエルサレムの北方で交戦した。ダラズィーが率いたファーティマ朝軍は完敗し、ダラズィーは捕虜になった。ムワッヒドゥーン軍はこのいくさにおける勝利ゆえに、当時、「ダラズィー軍を破った者たち」と呼ばれた。
また、ダラズィーはこのいくさの後、ムワッヒドゥーンに転向する。そして彼らの教義を説く説教師となった。ムワッヒドゥーンの教えはその後も（現代にも）続き、運動の外側からはダラズィーの名前に由来してドゥルーズ派と呼ばれるようになった（この外称詞の由来には異説もある）。ダラズィーの布教は功を奏し、この宗教運動は当時、非常に多くの信者を獲得した。ところがダラズィーは後にドゥルーズ派からは背教者であるとされ、文献にはシャイターンの特徴（特に、傲慢）を備える者として描かれる。
この人物評は、ダラズィーに従う者の数が増えるにしたがって彼が権力に取り付かれたようになり、「信仰の剣」なる称号を自分自身に与えたという記録に基づく。ドゥルーズ派の基本文献『知恵の書簡』では、ムワッヒドゥーンのイマーム、ハムザ・イブン・アリー・イブン・アフマドがダラズィーに警告する。「信仰にはそれを守る剣など必要ない」と。しかしながらダラズィーはこの警告を無視し、イマームにはむかい続けた。その態度を不快に感じたイマームとダラズィーの間には諍いが生じた。ダラズィーは、ハムザ・イブン・アリーよりも自分こそがダアワ（義勇軍）の指導者にふさわしいと言い、「導き手たちの王」の称号を自称した。これはファーティマ朝のカリフ、ハーキム・ビアムルッラーフがハムザを「賛同者の導き手」と呼んだからである。
1018年までにダラズィーは自分の信奉者を集めダアワを形成した。彼らダラズィー派は、宇宙万物に通底する理性は天地創造のときにアーダムの姿をとってこの世に受肉し、啓典に記録される預言者らに受け継がれたとする信仰を有していた。その宇宙理性は、然る後にアリーとその子孫、ファーティマ朝のカリフたちに受け継がれたとされる。ダラズィーは本を著しその中にこの教義を書き記した。そして、カイロの大モスクでその書を朗読したが、これは猛烈な反発と暴動を引き起こし、ダラズィーの信奉者が多数殺される結果を生んだ。ハムザ・イブン・アリーはダラズィーを「無礼千万な男、シャイターン」と呼び、そのイデオロギーに反駁した。
ダラズィーはファーティマ朝のカリフ、ハーキムの支援を受けようともくろみ、ハーキムとその先祖たちが神の生まれ変わりであるとする教説を唱え始めた。ハーキムは、ダラズィーが作り出した論争によりダラズィー信奉者らのダアワの処遇を保留していたが、生来慎み深い性格であったので、自分が神であると信じなかった。また、ダラズィーが自分を新しい預言者であるかのように見せようとしていると感じた。ハーキムはダラズィーよりもハムザ・イブン・アリーの方を選び、1018年にダラズィーを処刑した。また、新しい信仰の指導者としてハムザだけを残した。
ドゥルーズ派はダラズィーを自分たちの教祖とは考えておらず、むしろ、彼のことを「最初の異端者」と呼ぶことさえある。この11世紀に新しく現れた宗派を、対抗するムスリムの諸派は、議論の多い説教師、ダラズィーの名前を意図的に用いて「ドゥルーズ派」と呼ぶ。ドゥルーズ派が自分たちについて言及する際はユニテリアンを意味する「アル＝ムワッヒドゥーン」と呼ぶ:44。